# Athletic Club de Boulogne-Billancourt (handball)
Pour les articles homonymes, voir ACBB.
Actualités
L'Athletic club de Boulogne-Billancourt (ou ACBB handball) est un club français de handball basé à Boulogne-Billancourt, section du club omnisports de l'Athletic club de Boulogne-Billancourt.
Le club a notamment évolué pendant 14 saisons en Championnat de France de Division 1 entre 1980 et 2003 où le club est contraint à une relégation administrative en N3

## Palmarès
Section masculine
- Finaliste de la Coupe de France (1) : 1956-1957
- Deuxième du Championnat de France de Division 2 (2) : 1996 et 1999
- Vainqueur du Championnat de France de Nationale 2 (1) : 2016
- Vainqueur du Championnat de France de Nationale 3 (1) : 2008

Section féminine
- Deuxième du Championnat de France de Division 2 (1) : 1988

Sections jeunes
- Champion de France (Falcony) -18 ans masculin en 1996
- Champion de France (Excellence) -18 ans masculin en 2016
- Champion de France (Honneur) -18 ans masculin en 2017

### Parcours détaillé
| Saison                          | Division     | Classement / Remarques                      |
| ------------------------------- | ------------ | ------------------------------------------- |
| 1976-1977                       | Nationale 3  | 1er                                         |
| 1977-1978                       | Nationale 2  | ?                                           |
| 1978-1979                       | Nationale 2  | ?                                           |
| 1979-1980                       | Nationale 2  | 1er de sa poule et finaliste                |
| 1980-1981                       | Nationale 1  | 9e                                          |
| 1981-1982                       | Nationale 1  | 5e                                          |
| 1982-1983                       | Nationale 1  | 7e                                          |
| 1983-1984                       | Nationale 1  | 6e                                          |
| 1984-1985                       | Nationale 1  | 6e                                          |
| 1985-1986                       | Nationale 1  | 4e                                          |
| 1986-1987                       | Nationale 1  | 8e                                          |
| 1987-1988                       | Nationale 1  | ?e                                          |
| 1988-1989                       | Nationale 1B | 7e                                          |
| 1989-1990                       | Nationale 1B | ?                                           |
| 1990-1991                       | Nationale 1B | ?                                           |
| 1991-1992                       | Nationale 2  | 4e                                          |
| 1992-1993                       | Nationale 2  | 2e                                          |
| Nouvelle formule de championnat |              |                                             |
| 1993-1994                       | Division 2   | 5e                                          |
| 1994-1995                       | Division 2   | 5e                                          |
| 1995-1996                       | Division 2   | 2e                                          |
| 1996-1997                       | Division 1   | 10e                                         |
| 1997-1998                       | Division 1   | 13e, relégué en D2                          |
| 1998-1999                       | Division 2   | 2e                                          |
| 1999-2000                       | Division 1   | 13e                                         |
| 2000-2001                       | Division 1   | 8e                                          |
| 2001-2002                       | Division 1   | 13e                                         |
| 2002-2003                       | Division 1   | 14e, relégation administrative en N3        |
| 2003-2004                       | Nationale 3  | 3e                                          |
| 2004-2005                       | Nationale 3  | 3e                                          |
| 2005-2006                       | Nationale 3  | 3e                                          |
| 2006-2007                       | Nationale 3  | 2e                                          |
| 2007-2008                       | Nationale 3  | Champion de France N3, accession à la N2    |
| 2008-2009                       | Nationale 2  | 5e                                          |
| 2009-2010                       | Nationale 2  | 8e                                          |
| 2010-2011                       | Nationale 2  | 3e                                          |
| 2011-2012                       | Nationale 2  | 7e                                          |
| 2012-2013                       | Nationale 2  | 8e                                          |
| 2013-2014                       | Nationale 2  | 2e                                          |
| 2014-2015                       | Nationale 2  | 2e                                          |
| 2015-2016                       | Nationale 2  | Champion de France de N2, accession à la N1 |
| 2016-2017                       | Nationale 1  | poule de relégation : 5e poule 1            |
| 2017-2018                       | Nationale 1  | poule de relégation : 2e poule 1            |
| 2018-2019                       | Nationale 1  | poule de relégation : 2e poule 2            |
| 2019-2020                       | Nationale 1  | Poule élite : interrompu (Covid-19)         |
| 2020-2021                       | Nationale 1  | Poule 2 : interrompu (Covid-19)             |
| 2021-2022                       | Nationale 1  | Poule 4 : 3e                                |
| 2022-2023                       | Nationale 1  | Poule 2 : 1er / Finalités : 3e              |
| 2023-2024                       | Nationale 1  | Poule Fédérale : 9e                         |
| 2024-2025                       | Nationale 1  | Poule Fédérale : en cours                   |

## Personnalités liées au club
| - Jacques Demerle : 1951-1972 - Patrick Bardot : 1972-1977 - Bernard Serrurier : 1977-1989 - Michel Butet : 1989-2003 - Didier Dutailly : 2003-2004 - Francis Duguet : 2004-2008 - Jean-Pierre Cordier : 2008-2012 - Laurent Simonelli : 2012-… | - Claude Fleury : de ? à janvier 1984 - Wojciech Nowiński (pl) : de 1983 à 1989 - ? : de 1989 à 1992 - Sandor Rac : de 1992 à 1997 - Dominique Deschamps : de 1997 à 1998 - Denis Tristant : de 1998 à 2003 - ? : depuis 2003 |

### Joueurs
Parmi les joueurs du club, on trouve
principaux joueurs
- Jean-Louis Auxenfans : 21 sélections A (1988-1989)
- Dominique Deschamps : joueur international dans les années 1980
- Philippe Desroses : international ASSU, junior, espoir, B, A’ (40 sélections)
- Christophe Esparre : 44 sélections (1982-1987)
- Abdelkrim Hamiche : joueur de 1986 à 1988
- Serge Gelé : joueur international
- Franck Maurice : joueur de 1997 à 1998, 21 sélections (1994-1996)
- Philippe Médard : joueur de 1978 à 1979 et de 1993 à 1995, médaille de bronze aux Jeux olympiques de 1992
- Salim Nedjel : joueur de 1999 à 2003
- Wojciech Nowiński (pl) : gardien de but international polonais, de janvier à mai 1980 et de 1983 à 1984.
- Sébastien Ostertag : joueur de 2000 à 2001, Champion du monde 2009 et champion d'Europe 2010
- / Sandor Rac : joueur de 1988 à 1991
- Cristian Zaharia : joueur de 1997 à 1998

Autres joueurs internationaux
- Alfred Alexandre : 26 sélections A (1961-1968)
- Benoit Bar : international junior
- Sébastien Begassat : international espoir (2002)
- James Berjot : international B (1963)
- Jean-René Bezançon : international espoir (1997)
- Yvan Bonnefond : international junior
- Aymeric Boutrais : international espoir
- Mohamed Bouziane : international algérien, joueur de 2000 à ?
- Franck Bulleux : ?
- Alain Chiffray : 6 sélections (1987-1988)
- Sidi Diallo : international espoir (2002)
- Antoine Duguet : international junior (2002)
- Michel Flouriot : international (1960)
- Patrick Granelet : international espoir
- Xavier Guérin : international espoir
- Maurice Lascoux : international ASSU, international
- Alexandre Leconte : international junior (2002)
- Jean-Pierre Lévrier : international junior
- Mikaël Lobanoff : international cadet (1984), militaire (1986)
- Philippe Locard : 7 sélections ((1983)
- Christophe Maire : international militaire (1986)
- Laurent Malatchoumy : international espoir ((1999)
- Thierry Mallèvre : international junior, B
- Jean-Claude Mbaga : international
- Philippe Menin : international militaire (1986)
- Gérard Odasso : international junior
- Sylvie Ollivier : internationale
- Philippe Sommero : international
- Bernard Spatz : international junior
- Christian Vetizout : international junior, international espoir

Les hautes distinctions
- Michel Vaillant : Coq d’or 2014
- Cyrille Verrier : Oscar d’or 2013, Coq d’or 1999, Médaille d’or Jeunesse et Sport 1996